# Arnold Magnetic Technologies
Arnold Magnetic Technologies ist der größte Magnethersteller in den Vereinigten Staaten. Er produziert Magnete aus Samarium-Cobalt, Neodym-Eisen-Bor und Alnico.

## Geschichte
Arnold Engineering wurde 1896 gegründet. 1946 übernahm die Allegheny Ludlum Corporation das Unternehmen. 1986 wurde es an SPS Technologies verkauft. Von 1989 bis 2008 war Walter Benecki CEO und baute das Unternehmen zu einem führenden Magnethersteller aus. Seit 2012 ist Arnold Magnetic Technologies im Besitz der Compass Diversified Holdings.

## Werke
Quelle:
- Marengo (Illinois), USA (AlNiCo)
- Ogallala (Nebraska), USA
- Marietta (Ohio), USA (Flexmag, Inc.)
- Norfolk (Nebraska), USA (Flexmag, Inc.)
- Sheffield, England
- Lupfig, Schweiz (SmCo, Standort der ehemaligen BBC)[5]